# Obróbka ubytkowa
Obróbka ubytkowa – obróbka materiałów polegająca na nadawaniu im określonych cech (kształtu, wymiarów, chropowatości) poprzez usuwanie nadmiaru materiału.

## Podział obróbki ubytkowej
Obróbkę ubytkową dzieli się na:
- obróbka skrawaniem
  - obróbka wiórowa
  - obróbka ścierna
    - obróbka spójnym ścierniwem
    - obróbka luźnym ścierniwem
    - obróbka elektrochemiczno-ścierna
- obróbka erozyjna
  - obróbka elektroerozyjna
  - obróbka elektrochemiczna
  - obróbka strumieniowo erozyjna